# Mind Games (album John Lennon)
| Recensione               | Giudizio |
| ------------------------ | -------- |
| AllMusic                 | [ 3 ]    |
| Christgau's Record Guide | C+       |
| Mojo                     | [ 5 ]    |
| The Music Box            | [ 6 ]    |
| MusicHound Rock          | 3/5      |
| Paste                    | [ 8 ]    |
| Rolling Stone            | [ 9 ]    |
| Uncut                    | [ 10 ]   |

Mind Games è un album in studio del cantautore britannico John Lennon pubblicato nel 1973.
L'uscita del disco segnò l'inizio del periodo di separazione di Lennon da Yōko Ono, il cosiddetto "weekend perduto", durato diciotto mesi. Inoltre l'opera è un netto allontanamento dalle posizioni politiche estremiste del precedente LP Some Time in New York City. Mind Games venne ben accolto da critica e pubblico all'epoca della sua pubblicazione, l'album raggiunse la posizione numero 13 in Gran Bretagna e la numero 9 negli Stati Uniti, dove divenne disco d'oro. Con il passare degli anni la reputazione del disco è calata nella considerazione della critica, che spesso ha definito l'album il meno interessante della discografia lennoniana.

## Descrizione

### Storia
A metà 1973, mentre Yoko Ono stava ultimando il suo terzo album solista, Feeling the Space, Lennon decise di registrare un nuovo disco. Trovando di suo gradimento i musicisti che erano stati radunati per suonare sull'album della Ono dalla loro coordinatrice e assistente, May Pang, chiese alla Pang di ingaggiarli anche per lavorare con lui. Quindi Lennon velocemente scrisse le canzoni che poi formeranno Mind Games.
Proprio all'inizio delle sedute di registrazione per il disco nei Record Plant Studios di New York, John e Yoko si separarono. Con il benestare della stessa Yoko, la Pang divenne l'amante e l'assistente personale di Lennon per tutto il lost weekend, durante il quale i due si trasferirono a Los Angeles.
Sotto il nome di "The Plastic U.F.Ono Band", Lennon ingaggiò il batterista di studio Jim Keltner, il giovane chitarrista David Spinozza, Gordan Edwards al basso e Arthur Jenkins alle percussioni come musicisti per terminare il disco.
Il tono dell'album oscilla fra melodiche canzoni d'amore piene di rimpianto dirette alla Ono (Aisumasen (I'm Sorry), One Day at a Time, Out the Blue, e You Are Here), più ottimistiche e divertite canzoni (Intuition, Only People) ed altre che rispolverano la passione di Lennon per il rock 'n' roll (Tight A$ e Meat City). Sorprendentemente, Lennon produsse l'intero album da solo, senza l'ausilio di Phil Spector.
Mind Games, brano che dà il titolo all'album, in origine si intitolava Make Love, Not War, ed era destinata a diventare uno dei grandi inni pacifisti di Lennon. Ritenendo che nel 1973, lo slogan "fate l'amore, non fate la guerra" fosse ormai troppo abusato, Lennon decise di cambiare il titolo e il tono generale della canzone. Rimangono tracce di quello che avrebbe dovuto essere il ritornello originale nella coda sfumata verso la fine del brano.
Bring on the Lucie (Freda Peeple), Only People e i 6 secondi di silenzio di Nutopian International Anthem sono le uniche tracce politiche del disco.
In vena di scherzi, Lennon introdusse nel brano finale di Mind Games, Meat City, la frase «Fuck a pig!» (Fotti un maiale!) incisa al contrario, per sfuggire ai censori.
La copertina di Mind Games, ideata dallo stesso Lennon e uscita in due diverse versioni, venne vista da molti (incluso Lennon), come la rappresentazione simbolica del suo allontanamento da Yoko Ono e dell'apparentemente gigantesca influenza di lei sul musicista.

### Nutopia: La Nazione della Pace
Il primo d'aprile del 1973, John e Yoko introdussero il concetto della nazione immaginaria di Nutopia durante una conferenza stampa tenutasi a New York. I Lennon si dichiararono ambasciatori della nazione e chiesero lo status di immunità diplomatica (naturalmente senza successo) per porre così fine ai problemi di immigrazione che affliggevano Lennon durante la loro battaglia per restare negli USA. John presentò la nazione immaginaria di NUTOPIA leggendo la seguente dichiarazione:

«Annunciamo la nascita della nazione concettuale di NUTOPIA. La cittadinanza del Paese può essere ottenuta semplicemente proclamando la propria adesione ad esso. NUTOPIA non ha territorio, confini o passaporti, solo persone. NUTOPIA non ha altre leggi che quelle cosmiche. Tutti gli abitanti di NUTOPIA sono ambasciatori del Paese. Come ambasciatori di NUTOPIA, noi due richiediamo l'immunità diplomatica e il riconoscimento ufficiale da parte delle Nazioni Unite della nostra nazione e del suo popolo».

La bandiera di Nutopia è completamente bianca.

## Tracce
Tutti i brani sono opera di John Lennon, eccetto dove indicato diversamente.
Lato A
1. Mind Games – 4:13
2. Tight A$ – 3:37
3. Aisumasen (I'm Sorry) – 4:44
4. One Day (At a Time) – 3:09
5. Bring on the Lucie (Freeda Peeple) – 4:12
6. Nutopian International Anthem – 0:06 (John Lennon, Yōko Ono)

Lato B
1. Intuition – 3:08
2. Out the Blue – 3:23
3. Only People – 3:23
4. I Know (I Know) – 3:49
5. You Are Here – 4:08
6. Meat City – 2:45

Tracce bonus nell'edizione rimasterizzata del 2002
1. Aisumasen (I'm Sorry) – 3:36
2. Bring on the Lucie (Freda Peeple) – 1:02
3. Meat City – 2:37

## Formazione
- John Lennon - voce, chitarra ritmica, slide guitar, chitarra acustica, clavinet, percussioni
- Ken Ascher - pianoforte, organo Hammond e mellotron
- Jim Keltner - batteria
- Gordon Edwards - basso
- David Spinozza - chitarra solista
- Arthur Jenkins - percussioni
- Rick Marotta - batteria in Meat City
- Sneaky Pete Kleinow - pedal steel guitar
- Michael Brecker - sax
- Something Different Choir - cori

## Ristampe
Nel 2002, Yoko Ono ha supervisionato la ristampa di Mind Games in versione rimasterizzata con tre bonus tracks precedentemente inedite. Si tratta di versioni demo di brani dell'album.
Una nuova versione rimasterizzata è uscita nel 2010 con i brani dell'album originale.
Versioni "espanse" di Mind Games sono state pubblicate il 12 luglio 2024 in vari formati, inclusa una versione super deluxe in edizione limitata a 1100 copie in tutto il mondo. La versione a 6 CD e 2 blu-ray contiene quattro missaggi differenti dell'album originale, un quinto disco (il quarto del set) di mini documentari audio di ogni brano e un sesto disco di outtakes. Il primo disco offre un nuovo mix stereo dell'album originale creato da trasferimenti in alta definizione delle incisioni multitraccia dell'epoca. Il secondo disco include un missaggio più "asciutto" e senza la batteria, enfatizzando la voce di Lennon. Il terzo disco contiene esecuzioni dal vivo dei brani. Il quinto disco contiene il missaggio base preliminare senza effetti di studio e sovraincisioni varie. A completamento dell'operazione commerciale, il 24 settembre è stato poi pubblicato il libro illustrato Mind Games in grande formato.